# Common Development and Distribution License
Common Development and Distribution License（CDDL）は、サン・マイクロシステムズが Mozilla Public License(MPL) version 1.1 をベースとして策定した自由ソフトウェア向けライセンス規定。

## 概要
CDDLでライセンスされたソフトウェアは、使用料が無料であり、無保証で非独占的な利用が可能である。対象ソフトウェアの品質、及び性能に関するリスクは、すべて利用者が負う。また、頒布にあたり、ソフトウェアを実行可能なコード形式で提供する場合は、CDDLに従ってソースコードの提供が義務づけられており、CDDLのコピーを添付しなくてはならない。ソースコードの提供は、ソフトウェア交換に一般的に使われているメディアや妥当な方法でなくてはならない。
CDDLでは、特許による規定が定められており、またソフトウェアを修正、拡張するの開発者（CDDLの元ではコントリビュータと呼ぶ）の規定を明確に定めている。ソフトウェアを修正した場合もCDDLが適用され、自分が修正したコードのコントリビュータであることを明記しなくてはならない。
ただし修正とは異なり、全く別のライセンスのコードを組み合わせて拡大配布物を作成し、それを単一のライセンスとして頒布することも可能としている。組み合わされる別のライセンスのコードは、CDDLが適用されなくても構わないが、CDDLで元々配布されたコードには、CDDLの要件を満たす必要がある。
CDDL は2004年12月1日、Open Source Initiative の承認を受けるべく提出され、2005年1月にオープンソースライセンスとして承認された。License Proliferation Committee （非互換なライセンスが数々出現することでオープンソース・コミュニティが分断されるという問題を検討するOSIの委員会）の当初のドラフトでは、CDDLを9つの主要なライセンスの1つとしていた。
サン・マイクロシステムズが以前に自由ソフトウェア/オープンソースプロジェクトに使っていたライセンスは Sun Public License (SPL) であり、これも Mozilla Public License をベースとしていた。CDDL はサン内部では SPL version 2 と見なされている。
CDDL でリリースされている製品の例:
- OpenSolaris（ZFS、DTrace も含む）
- NetBeans IDE および RCP[注釈 1][注釈 2]
- GlassFish[注釈 1][注釈 3]
- JWSDP
- Project DReaM

CDDL 提案書第2版は、2005年1月に提出された。このとき、欧州の著作権法とかみ合わない点が修正され、単独の開発者もCDDLを使えるようにした。

## GPLとの非互換性
上記の通り、CDDLでライセンスされた配布物は、修正されたものに関してはCDDLを継承する必需性があるものの、組み合わせた拡大配布物に関しては、CDDLで元々配布していた部分がCDDLを満たしさえすれば、オープンソースかプロプライエタリかに関わらず、他のライセンスのファイルと組み合わせて配布することが可能である。これはプロプライエタリなコードを持つ企業が、フリーソフトである部分と、そうでない部分を明確に区別して配布する事ができるように考慮されていると考えることができるが、フリーソフトウェア財団は、このライセンスは GNU General Public License (GPL) とは非互換であるとしている。非互換は、MPLから継承したいくつかの複雑な条文に起因している。
かつてサンで働いていた Danese Cooper は、CDDL が MPL をベースとしている理由として、MPL が GPL 非互換だからだと述べた。第6回 Debian 会議で Cooper は、Solaris カーネルを書いた技術者らが OpenSolaris が GPL 非互換となるよう要求したと述べている。「Mozilla が選ばれた理由のひとつとして、GPL非互換だからというのがある。それは、OpenSolaris リリース時の設計の一部だった。[...] Solaris を書いた技術者らは [...] どうリリースすべきかという考えがあったのであって、それは尊重されるべきだ」
サンの Chief Open Source Officer である Simon Phipps は、当時これについてコメントしなかった。Phipps はCDDL策定当時を知る人物であり、Cooper を「CDDL を実際に書いた人」と紹介している。その後 2006年9月になって、Phipps は Cooper の言ったことを否定した
cdrtools はかつて全てGPLでライセンスされていたが、一部をCDDLに変更したことから、非互換部分が論争の火種となった。DebianプロジェクトはビルドシステムがCDDLでライセンスされているため、それが法的に配布不可能になっていると宣言した。すなわち、GPLではソフトウェアをビルドするのに必要な全スクリプトもGPLでライセンスされることを要求しているためである。したがってcdrtoolsは著作権侵害となるようなライセンス非互換状態になっているとした。cdrtoolsのビルドシステムである smake の作者は、それが独立したプロジェクトであり、GPLv3に違反していないと主張している。